# Silje Stockmar
Silje Stockmar (1 april 2004) is een voetbalspeelster uit Denemarken. Ze speelt als aanvaller voor sc Heerenveen in de Vrouwen Eredivisie.

## Clubcarrière
Stockmar begon in de jeugd van Brøndby IF. In het seizoen 2021/22 werd ze doorgeschoven naar het eerste elftal van de club. In 2022 stapte Stockmar over naar competitiegenoot HB Køge. Voor deze club maakte ze op 29 april 2022 in een thuiswedstrijd tegen Fortuna Hjørring haar debuut in de Elitedivisionen door in de 91ste minuut in te vallen voor Maddie Pokorny. Op 20 mei 2022 mocht ze nogmaals invallen alvorens ze voor het seizoen 2023 de overstap maakte naar het Zweedse Kalmar FF. Voor deze club maakte ze op 4 september 2023 haar debuut door in een thuiswedstrijd tegen Vittsjö GIK in de basis te starten. Op 5 mei 2024 maakte Stockmar haar eerste doelpunt in de Damallsvenskan in een thuiswedstrijd tegen Jitex BK.
Op 26 september 2024 tekende Stockmar een contract bij sc Heerenveen in de Vrouwen Eredivisie. Ze volgde daarmee haar vriend Jacob Trenskow die in de zomer van 2024 ook naar sc Heerenveen was overgestapt.

## Statistieken
| Seizoen | Club          | Competitie      | Competitie | Competitie | Beker | Beker | Overig | Overig | Totaal | Totaal |
| Seizoen | Club          | Competitie      | Wed.       | Dlp.       | Wed.  | Dlp.  | Wed.   | Dlp.   | Wed.   | Dlp.   |
| ------- | ------------- | --------------- | ---------- | ---------- | ----- | ----- | ------ | ------ | ------ | ------ |
| 2021/22 | Brøndby IF    | Elitedivisionen | 0          | 0          | 0     | 0     | 0      | 0      | 2      | 0      |
| 2022/23 | HB Køge       | Elitedivisionen | 2          | 0          | 0     | 0     | 0      | 0      | 2      | 0      |
| 2023    | Kalmar FF     | Damallsvenskan  | 9          | 0          | 0     | 0     | 0      | 0      | 9      | 0      |
| 2024    | Kalmar FF     | Damallsvenskan  | 12         | 1          | 0     | 0     | 0      | 0      | 12     | 1      |
| 2024/25 | sc Heerenveen | Eredivisie      | 0          | 0          | 0     | 0     | 0      | 0      | 0      | 0      |
| Totaal  | Totaal        | Totaal          | 23         | 1          | 0     | 0     | 0      | 0      | 23     | 1      |

Bijgewerkt t/m 27 september 2024.

## Interlandcarrière
Stockmar is als jeugdinternational van Denemarken -19 tweemaal uitgekomen in de kwalificatiereeks voor het EK 2023. Ze debuteerde in een wedstrijd tegen de leeftijdsgenoten van Oekrainë -19 door in de 72ste minuut in te vallen voor Alma Aagaard.
1 Resink ·
3 Meijer ·
4 Smits ·
5 Teijema ·
6 Schouwstra ·
8 De Haas ·
9 Maatman ·
10 Van Beijeren ·
11 Iedema ·
12 Appelmann ·
13 Van Rheenen ·
14 Van Vilsteren ·
15 Macleane ·
15 Brouwer ·
16 Nassette ·
17 Udink ·
18 Kerkhof ·
20 Stockmar ·
21 Maass ·
22 Thurkow ·
24 Werther ·
25 Zwart ·
25 Speek ·
30 Faber ·
32 Van der Velde ·
36 Biegbudu ·
38 Hiemstra ·
Coach: Tarvajärvi